# آتنا دائمی
آتنا (فاطمه) دائمی خشکنودهانی (زادهٔ فروردین ۱۳۶۷) مدافع حقوق بشر، فعال مدنی، حقوق زنان و حقوق کودکان و از زندانیان سیاسی سابق است. دائمی ۶ سال و ۷ ماه از سال‌های عمرش را در زندان‌های جمهوری اسلامی ایران سپری کرد و در نهایت دوم بهمن ۱۴۰۰ از زندان آزاد شد. در تاریخ ۲۱ اردیبهشت ۱۴۰۲ به صورت قاچاقی همراه با خواهرش انسیه از ایران خارج شد و سپس در ۱ آبان ۱۴۰۲ به نیوفاندلند، کانادا پناهده شد.

## زندگی‌نامه
فاطمه دائمی خشکنودهانی که به آتنا مشهور است در سال ۱۳۶۷ در تهران به دنیا آمد. وی دو خواهر دارد. پدر وی در حرفه آرایشگری مشغول به کار است، دائمی تا مقطع دیپلم درس خواند و به سبب مشکلات اقتصادی علیرغم قبولی در دانشگاه به جای ادامه تحصیل، مشغول به کار شد و در باشگاه پینت بال مجموعه ورزشی انقلاب، در سمت داور و مسئول دفتر فعالیت کرد. دائمی که دغدغهٔ مخالفت با مجازات اعدام و احقاق حقوق بشر داشت، با تعدادی از فعالان مدنی گردهم آمدند. او در تجمعات اعتراضی متعدد در راستای لغو اعدام زندانیان سیاسی و عمومی، آزادی مرزبانان گروگان گرفته شده در مرز سراوان و همچنین تجمعات حمایت از محاصره کوبانی شرکت کرد. آتنا به همراه تعدادی از دوستانش اقدام به دیوارنویسی و توزیع شب‌نامه در راستای لغو اعدام کردند و همچنین در راستای حمایت از کودکان کار و خیابان نیز فعالیت‌هایی داشت. این فعالیت‌های خیابانی و همچنین فعالیت در شبکه‌های اجتماعی، نگاه‌های سنگین امنیتی را متوجه او کرد و دائمی در ۲۹ مهر ۱۳۹۳ در منزل پدری بازداشت و به بند دو-الف سپاه پاسداران منتقل شد.

## بازداشت و محکومیت‌ها
آتنا دائمی، ۲۹ مهر ۱۳۹۳ بازداشت و ۸۶ روز در سلول انفرادی بند دو الف تحت بازجویی بود. وی در ۲۴ دی ۱۳۹۳ پس از پایان بازجویی‌ها به بند زنان زندان اوین منتقل شد.
این فعال مدنی پس از چندین‌بار به تعویق افتادن جلسه دادگاه ۲۳ اسفند ۹۳ در دادگاهی به ریاست مقیسه، قاضی شعبه ۲۸ دادگاه انقلاب تهران، با حضور وکیل خود و دیگر متهمان این پرونده به نام‌های امید علی‌شناس، ئاسو رستمی و علی نوری محاکمه شد. وی به دلیل فعالیت‌های مدنی مسالمت‌آمیز، به اتهام «تبلیغ علیه نظام، اجتماع و تبانی علیه امنیت ملی، توهین به رهبری، توهین به بنیانگذار جمهوری اسلامی و اختفای ادله جرم» به ۱۴ سال زندان محکوم شد.
پس از ارجاع پرونده به دادگاه تجدیدنظر زرگر و قمی زاده قضات دادگاه تجدیدنظر با تبدیل قرار بازداشت به وثیقه موافقت کردند و به این ترتیب این فعال مدنی پس از شانزده ماه بازداشت موقت در تاریخ ۲۶ بهمن‌ماه سال ۱۳۹۴ به قید ۵۵۰ میلیون تومان وثیقه تا زمان برگزاری دادگاه تجدید نظر و صدور رای قطعی موقتاً از بند زنان زندان اوین آزاد شد.
در مهر ۱۳۹۵ بر اساس حکم قضات قمی‌زاده و حوزوان در شعبه ۳۶ دادگاه تجدیدنظر استان تهران، حکم این فعال مدنی از ۱۴ سال به ۷ سال تقلیل یافت. پنج سال بابت اتهام اجتماع و تبانی علیه امنیت کشور و دو سال بابت اتهام توهین به رهبری. طبق ماده ۱۳۴ قانون مجازات اسلامی مجازات اشد پنج سال برای او لازم الاجرا بود. آتنا پس از ۹ ماه آزادی موقت در ۴ آذر ۱۳۹۵ برای اجرای ۵ سال حبس تأیید شده که ۱۶ ماه از آن طی بازداشت اول سپری شده بود، بازداشت شد. به محض بازداشت دوم تا زمان آزادی آتنا از زندان به دلیل فعالیت‌های دائمی از داخل زندان و فعالیت‌های خانواده او در بیرون از زندان پرونده‌های متعدد از سوی اطلاعات سپاه و وزارت اطلاعات علیه او و اعضای خانواده‌اش گشوده و حبس‌های جدید به حبس‌های قبلی او اضافه شد، او را ۲ بار به زندان‌های قرچک و لاکان رشت تبعید کردند، برای اعضای خانواده‌اش نیز پرونده تشکیل دادند و چندین بار آنها را همراه با ضرب و شتم بازداشت کردند، بارها او را از حق درمان، حق تماس تلفنی با خانواده و همچنین به مدت دو سال از حق ملاقات حضوری با خانواده‌اش محروم کردند. دائمی طی بازداشت اول ۱۶ ماه و در طول بازداشت دوم پنج سال و دو ماه بدون بهره‌مندی از حق مرخصی در زندان بود.
خرداد ۱۳۹۹ بر اساس گزارش صدای آمریکا، پدر دائمی گفته است، هفتمین پرونده به اتهام «اخلال در نظم زندان از طریق شعار علیه جمهوری اسلامی در شب ۲۲ بهمن سال ۹۸» برای دخترش، آتنا، تشکیل شده است. در ۱۱ تیر ۱۳۹۹ به وکیل آتنا دائمی حکمی ابلاغ شد که در آن آتنا به ۲ سال زندان اضافه بر حکم قبلی و ۷۴ ضربه شلاق به اتهام «تبلیغ علیه نظام و اخلال در نظم زندان» محکوم شد. این حکم بنابر شکایت وزارت اطلاعات جمهوری اسلامی بوده است.

## آزادی با قرار وثیقه
دائمی بهمن ۱۳۹۴ شانزده ماه پس از بازداشت با قرار وثیقه از زندان آزاد شد، قاضی دادگاه تجدیدنظر با تبدیل قرار بازداشت به وثیقه موافقت کرده بود.
مادر آتنا دائمی پس از آزادی او در مصاحبه‌ای گفته: او فقط ۲۷ سال دارد. معلوم نیست چقدر دیگر باید در زندان بماند. آتنا اصلاً جایش زندان نیست چون نه فعال سیاسی بود، نه عضو حزب و گروه سیاسی و نه اصلاً الفبای سیاست را می‌دانست.
این آزادی نزدیک به یکسال ادامه یافت تا آذر ۱۳۹۵ دائمی برای اجرای حکم هفت سال حبس خود بار دیگر بازداشت و زندانی شد.

## تبعید
در ۲۷ اسفند ۱۳۹۹، آتنا دائمی از زندان اوین به زندان لاکان در رشت منتقل شد. انسیه دائمی خواهر آتنا در حساب توئیتر خود نوشت:
اقتداری دیگر از سربازان حکومت جمهوری اسلامی ایران، آتنا دائمی شب گذشته با پابند و دستبند در زندان اوین جمهوری اسلامی بازداشت شد و به زندان لاکان رشت تبعید شد. برای نشان دادن اقتدار بیشتر تماس تلفنی او را نیز قطع کرده‌اند و وسایل شخصیش را هم تحویل نگرفتند.

## اعتصاب غذا و حمایت‌ها
آتنا دائمی از ۱۹ فروردین تا ۱۰ خرداد ۱۳۹۶ به مدّت ۵۴ روز در اعتصاب غذا بود. دائمی به نشانه اعتراض به محکومیت اعضای خانواده‌اش اعتصاب غذا کرده بود که در نهایت با اعلام حکم برائت خواهرانش به وی، اعتصاب خود را شکست. ۲۷ اردیبهشت نامه‌ای از طرف عفو بین‌الملل نوشته شد مبنی بر لزوم انتقال آتنا دائمی به بیمارستان و همچنین اتفاقاتی که در زندان برای وی رخ داده نشان می‌دهد این فعال مدنی در شب چهلم اعتصاب غذا تهوع خون داشت.

### اعتصاب غذا در اعتراض به قطعی تلفن زندان
در ۲۱ مرداد ۱۴۰۰ وی در زندان لاکان رشت به گفتهٔ خودش دست به اعتصاب غذای نامحدود زد، او در اعتراض به قطعی مکرر تلفن و مدیریت ناکارآمد زندان اعتصاب غذا کرده بود و ۲۶ مرداد ۱۴۰۰ به این اعتصاب غذا پایان داد.

### حمایت از زندانیان اعتصابی گوهردشت
به دنبال اعتصاب غذای زندانیان سیاسی زندان گوهردشت کرج در اعتراض به فشارهای اعمال‌شده از سوی مسئولان زندان و انتقال آن‌ها به بند فوق امنیتی، آتنا دائمی، گلرخ ایرایی و مریم اکبری منفرد از زندان اوین در نامه‌ای خواستار رسیدگی به وضعیت این زندانیان شدند.

### بیماری
دائمی از سرگیجه و بی‌حسی در ناحیه چشم راست رنج می‌برد. پزشکی در زندان قرچک ورامین در سال ۲۰۱۸ میلادی برای او ام‌آرآی درخواست کرده بود اما برای این آزمایشها و معاینات به بیمارستان منتقل نشد. همچنین، مقامات قضایی ناظر بر زندان، درخواست خانواده وی برای ملاقات و انتقال او به بیمارستان را نپذیرفته‌اند.

### واکنش‌ها
- در ۱۹ اسفند ۱۳۹۶، عفو بین‌الملل با صدور بیانیه‌ای ضمن انتقاد جدی از وضعیت نگهداری آتنا دائمی و گلرخ ایرایی، دو فعال حقوق بشر، در شرایط نامناسب و غیربهداشتی در زندان قرچک ورامین، از مقامات جمهوری اسلامی ایران خواستار آزادی بی‌درنگ آنها شده است.[۲۶][۲۷][۲۸][۲۹]
- در اواخر اسفند ۱۳۹۷، پی‌یر آنتونیو پانزری، رئیس کمیته حقوق بشر پارلمان اروپا با انتشار اطلاعیه‌ای از وضعیت آتنا دائمی و گلرخ ابراهیمی ایرایی، به شدت ابراز نگرانی کرده است. در این اطلاعیه آمده است: «من به‌شدت از حبس آتنا دائمی و گلرخ ابراهیمی ایرایی در زندان شهر ری و رفتار ظالمانه، غیرانسانی و تحقیرآمیز با آنها نگران هستم. سازمان‌های معتبر حقوق بشری آنها را زندانیان عقیدتی می‌دانند. این دو تن به‌خاطر فعالیت صلح‌آمیز حقوق بشری خود حکم‌های طولانی زندان را می‌گذرانند.» رئیس کمیته حقوق بشر پارلمان اروپا در ادامه از دولت‌مردان ایران خواستار آزادی فوری و بدون قید و شرط آنها شده است. او در اطلاعیه خود تأکید کرده است: «آتنا دائمی و گلرخ ابراهیمی ایرایی همچنین باید به‌خاطر ضعف و وضعیت رو به وخامت جسمی ناشی از اعتصاب غذای طولانی و بدرفتاری، از جمله آزارها و حمله‌های فیزیکی زندانیان دیگر و پاسداران زندان، باید از مراقبت پزشکی کافی برخوردار شوند. من از ادارهٔ زندان و مسؤولان مربوط می‌خواهم تماس منظم آنها را با اعضای خانواده این زندانیان، از جمله از طریق ملاقات و تلفن، تضمین کنند و همچنین اقدام‌های فوری برای بهبود شرایط حبس و وضعیت زندان شهر ری را در پیش بگیرند.»[۳۰]
- سازمان ملل متحد: میشل فورست، دوبرافکا شیموویچ، دیوید کی و نیلس مزلر، گزارشگران ویژه سازمان ملل متحد در ۲۸ اسفند ۱۳۹۶ در بیانیه‌ای گفته‌اند آتنا دائمی و گلرخ ایرایی، پس از انتشار گزارش‌ها در مورد رفتارهای غیرانسانی با آن‌ها، از زندان اوین به شهر ری انتقال داده شده‌اند. ناظران سازمان ملل گفته‌اند این دو هدف ضرب و شتم نگهبانان قرار گرفته و سپس به بند عمومی فرستاده شده‌اند. این چهار تن می‌گویند تلاش کرده‌اند در این مورد با مقام‌های ایران گفتگو کنند، اما این تلاش‌ها نتیجه‌ای نداشته است. آنها تأکید کرده‌اند که پرونده این دو فعال حقوق بشری، نمونه‌ای از رویه جاری آزار و اذیت، ارعاب و زندانی‌کردن کسانی‌ست که در دفاع از حقوق بشر و حمایت از زندانیان عقیدتی در ایران فعالیت می‌کنند.[۳۱]
- روز دوشنبه مهر ۱۴۰۰ عفو بین‌الملل با انتشار بیانیه‌ای خطاب به خامنه‌ای نوشت: «آتنا دائمی دور از خانواده‌اش، ناعادلانه در زندان لاکان رشت به خاطر فعالیت‌های‌اش از جمله محکوم کردن نقض حقوق بشر در ایران زندانی شده است». عفو بین‌الملل بار دیگر از مقامات جمهوری اسلامی ایران خواست که آتنا دائمی را فوراً و بدون و قید و شرط آزاد کنند.[۳۲][۳۳]